# Aleksandronévskaia
Aleksandronévskaia - Александроневская (rus) és una stanitsa del krai de Krasnodar, a Rússia. Es troba a la vora d'un afluent del riu Beissug. És a 21 km al nord-est de Vísselki i a 98 km al nord-est de Krasnodar.
Pertany al possiólok de Beissug.